# アイリーン・クイン

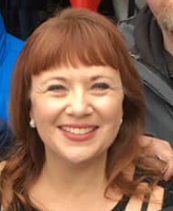
アイリーン・クイン

アイリーン・クイン（Aileen Quinn, 1971年6月28日 - ）はアメリカ合衆国の女優。

## 来歴
ペンシルベニア州ヤードリー出身。ニュージャージー州のドリュー大学卒業。1982年の映画版『アニー』のアニー役で知られるほか、ブロードウェイでのミュージカル版『サタデー・ナイト・フィーバー』にも出演した。

## 主な作品
- オズの魔法使い - The Wizard of Oz （1982年、英語版吹替）
- アニー - Annie （1982年）
- Multiple Sarcasms （2008年）